# Carabus intricatus
Carabus intricatus је инсект из реда тврдокрилаца (Coleoptera) и породице трчуљака (Carabidae).

## Распрострањење
Ареал врсте Carabus intricatus обухвата већи број држава у Европи. Врста је присутна у Шведској, Пољској, Немачкој, Швајцарској, Италији, Србији, Хрватској, Грчкој, Мађарској, Румунији, Белорусији, Данској, Уједињеном Краљевству, Бугарској, Француској, Албанији, Холандији, Црној Гори, Чешкој и Белгији. Врста је изумрла у Летонији, а присуство у Словачкој је непотврђено.

## Угроженост
Ова врста је на нижем степену опасности од изумирања, и сматра се скоро угроженим таксоном.